# Jawornica (Silésie)
Pour les articles homonymes, voir Jawornica.
Jawornica est une localité polonaise de la gmina de Kochanowice, située dans le powiat de Lubliniec en voïvodie de Silésie.